# 索托萨尔沃斯
索托萨尔沃斯，是西班牙卡斯蒂利亚-莱昂塞戈维亚省的一个市镇。 总面积24平方公里，总人口131人（2001年），人口密度5人/平方公里。